# Фаузія Наві
Фаузія Наві (малай. Fauziah Nawi; нар. 26 червня 1953 року, Іпо) (серед друзів Умі) — малайзійська актриса та режисерка.

## Коротка біографія
Навчалася в середній школі для дівчаток в Іпо, а з 1970 року, коли родина переїхала до Куала-Лумпур, в середній школі для дівчаток на вулиці Ампанг. З 1976 року по 1995 роки працювала диктором радіо (програма «Доброго ранку, Малайзія» «Радіо-4», потім «Радіо-3» та «Радіо-1»).

## Артистична діяльність
Фаузія Наві рано проявила акторські та музичні здібності. Танцювала, співала і виступала в театральних постановках ще в школі. У 1971 і 1972 роках вона брала участь у конкурсі «Зірки телебачення». Співала дуетом з Уджі Рашидом і записала спільно з ним пластинку. Також вона виїжджала на гастролі до Гонконгу та Японії.
Акторської майстерності навчалася у Мустафи Нура і Ахмала Ятима. У 2003 році Фаузія Наві заснувала дві студії: «Театральна майстерня Фаузии Наві» (Sanggar Teater Fauziah Nawi) і «Театральна майстерня Фаузії Наві для дітей» (Sanggar Teater Kanak-Kanak Fauziah Nawi).
Поставила декілька телесеріалів («Весільна сукня сестриці Лонг», «Друг», «Азліна», «Чиста любов», «Берег шепоче» та інші), знялася в декількох фільмах, в тому числі в картині «Пожалійте Салму» (приз за кращу жіночу роль другого плану).
Фаузія Наві брала участь у підготовці телепередачі «Академія фантазія» (сезони 2, 4, 6) та реаліті-шоу «Король блазнів» на кабельному телебаченні «Астро» (сезон 3). З 1999 по 2001 роки Фаузія Наві викладала в Кіноакадемії Малайзії, а також в Інституті мовлення імені Абдула Разака. Записала декілька альбомів з піснями: «Hitam Manis Berseri» (1974), «Kasihku Kasihmu» (1975), «Ayah dan Ibu» (2012). Брала участь в озвученні фільму Класний мюзикл (1-2).

## Театральні постановки
- «Азлина»
- «Один мільйон рінггітів»
- «Егоїст»
- "На схилі «екватора»
- «Подвійний гранат»
- «Аль-Іршад»
- «Відмінності»
- «Захід ще не віддяка»
- «Чудесний край»
- «Рука батька»
- «Дівчата Куала-Лумпура»
- «Примадонна»
- «Від зірки до зірки» (за творами Усмана Аванга; дві версії: в 2002 і в 2015 рр.)[5][6]
- «Опера Аю Чендана»
- «Струм Римау» (мюзикл)
- «Саліна» (за романом Абдула Самада Саїда)
- «Суховій»
- «Темна ніч на пагорбах Дамансары»
- «Корпоратив»
- «Сі Беренг-Беренг»
- «Душа»
- «Повернення»
- «Мотузка»
- «Махсурі» (2009)
- «Танці воїнів» (2000, гастролі в Лондоні)
- «Любов Джулії» (мноноспектакль, 2011, гастрли в Сінгапурі)[7]
- «Три особи» (моновистава, 2011)
- «Ошукані» (2015)
- «Тон Перак» (малайська опера)
- «Сіті Зубайда» (малайська опера)
- «Маски» (за творами Бахи Заїна, 2008, 2014)

## Ролі в кіно[8]
| Рік  | Фільм                                      | Роль               |
| ---- | ------------------------------------------ | ------------------ |
| 1981 | Суперзірка                                 | Роль другого плану |
| 1987 | Червона троянда                            | Роль другого плану |
| 1988 | Мандала татарського загарбника (Індонезія) | знімалася          |
| 1995 | Пожалійте Салму                            | Дасима             |
| 2004 | Втекти в небо                              | Роль другого плану |
| 2004 | Незвичайна любов                           | Мак Тон            |
| 2006 | Червона кебая                              | Мак Чик (тітонька) |
| 2007 | Діва                                       | Мак Чик Сері       |
| 2007 | Кабил Кушри і Кабил Ігор                   | Тіджу              |
| 2007 | Квіти нашого життя (ФРН)                   | Наміра             |
| 2008 | Загробний світ                             | Консультант        |
| 2008 | Кіносценарій. Епізод 1                     | Мак Дрифт          |
| 2009 | Ангел смерті                               | Бубуся Джі-Джі     |
| 2010 | Справжній бедлам                           | Роль другого плану |
| 2011 | Курафат: обіцянка диявола                  | Мак Джохан         |
| 2011 | Одержимий                                  | Зайтон             |
| 2012 | Ура! Ура!                                  | Ненда Зайна        |
| 2013 | Попелюшка                                  | Мак Джа            |
| 2014 | Кохана                                     | Розіта             |
| 2015 | Жало — гангстер року                       | Мак Шейк           |

## Нагороди
- Краща актриса другого плану на Дванадцятому кінофестивалі Малайзії («Пожалійте Салму», 1995)

## Родина
- Батько Наві Мухрі
- Мати Салмія Сідік
- Брати Пойзі Наві, Мустафа Фузер Наві (диригент Національного симфонічного оркестру), Фазіда Наві, Хасран Наві.
- Чоловік Мохаммад Ханіф Гедек (з 1975 р., помер в 1996 році)
- Діти: Мохаммад Фірдаус Мохаммад Ханіф (або Піт Ханіф 1976 р.н) і Сіті Нур Фатеха Ханіф (1978 р.н.).